# Mike Waterson
Michael (Mike) Waterson (16 de enero de 1941 - 22 de junio de 2011) fue un escritor, compositor y cantante.
Waterson nació en Hull, Yorkshire del Este, Inglaterra. Es conocido por ser miembro de The Watersons, con sus hermanas Lal Waterson y Norma Waterson y su cuñado Martin Carthy. En el intervalo de 1968 y 1972, entre las dos encarnaciones de The Waterson, él y su hermana Lal grabaron el álbum Bright Phoebus.
Tuvo tres hijas, un hijo, y cuatro nietos.
Fue un miembro de Blue Murder. Mike también apareció en la grabación original de The Transports de Peter Bellamy. En 2008, Mike hizo una aparición como invitado en el álbum de James Yorkston When the Haar Rolls In, cantando con su hermana Lal Waterson la canción "Midnight Feast."